# Yvo Molenaers
Yvo Molenaers (* 25. Februar 1934 in Herderen, Belgien) ist ein ehemaliger belgischer Radrennfahrer und späterer Sportlicher Leiter.
Molenars begann seine professionelle Karriere bei dem belgischen Radsportteam Plume Sport und fuhr bis zum Ablauf der Saison 1967 bei verschiedenen Mannschaften. Zu seinen größten Siegen gehörten der Gewinn von Etappen bei Paris–Nizza 1960, der Tour de Suisse 1961 und die Gesamtwertung der Luxemburg-Rundfahrt 1963. Auch bei den Klassikern erreichte er vordere Platzierungen So wurde er Zweiter bei Mailand–Sanremo 1962, Dritter bei Paris–Roubaix 1964 sowie Zweiter und Dritter bei Gent-Wevelgem 1964 bzw. 1961.
Nach seiner aktiven Karriere arbeitete er als Sportlicher Leiter. Darüber hinaus ist er seit mittlerweile 40 Jahren Eigentümer eines sich in Herderen befindlichen Hotels.
Molenars ist der Schwiegervater des ehemaligen Radrennfahrers Valerio Piva.

## Erfolge
1952 
- eine Etappe Ronde van Limburg

1958
- Hoeilaart–Diest–Hoeilaart

1959
- Omloop der Vlaamse Gewesten

1960
- eine Etappe Paris–Nizza

1961 
- eine Etappe Tour de Suisse

1963
- Gesamtwertung Luxemburg-Rundfahrt